# Посольство России в Испании
Посо́льство Росси́йской Федера́ции в Короле́встве Испа́ния (исп. Embajada de la Federación de Rusia en el Reino de España) — дипломатическое представительство Российской Федерации в Королевстве Испания, расположенное в столице государства — Мадриде.

## История
Дипломатические отношения между СССР и Испанией были установлены 28 июля 1933 года и прекращены в марте 1939 года в связи с гражданской войной в Испании и приходом к власти Франко. Восстановлены дипломатические отношения были 9 февраля 1977 г. 27 декабря 1991 года Испания официально заявила о признании России в качестве государства-преемника СССР. В феврале 2007 г. Российская Федерация и Королевство Испания торжественно отметили 30-летнюю годовщину восстановления дипломатических отношений между двумя странами.
Практически за всю историю дипломатических отношений между двумя странами, с начала XVIII века, когда дипотношения между двумя странами приняли постоянный характер, и вплоть до самого конца XX века российские миссии, представительства и посольства не имели в Испании собственного здания, а пользовались арендуемыми помещениями. Лишь после 1977 года, когда были восстановлены прерванные почти на 40 лет дипломатические отношения, вопрос о возведении постоянного здания для посольства СССР начал решаться.
С некоторыми трудностями в конце концов для строительства посольства практически в центре города была выкуплена земля общей площадью 1.35 га. По личному решению Министра иностранных дел СССР А. А. Громыко проектирование здания посольства было поручено известному художнику Илье Глазунову и архитектору Александру Поликарпову. После согласования проекта посольства с властями Мадрида и некоторыми трудностями, связанными со строительством, комплекс зданий белого цвета общей площадью 3538,9  м² в центре Мадрида был построен к 1991 году, стал последним дипломатическим представительством, построенным СССР, и первым посольством независимой России. Строительство комплекса велось с 1985 по 1991 годы. На участке построены административный, представительский и жилые корпуса, составляющие единое здание, и отдельно стоящее здание Консульского отдела. На территории посольства также расположены бассейн, спортивная и детская площадки, стоянка для автомобилей. Представительский корпус выходит фасадом на улицу Веласкес. В нём расположены зал приёмов, банкетный и музыкальный залы, «московская» и «петербургская» гостиные, кинозал. Комплекс посольства представляет собой одно из самых больших посольских зданий в Европе.
Интерьеры представительского корпуса Посольства украшают 8 росписей, составляющих единый художественный цикл «История Московского Кремля». Над фресками работали Илья Глазунов вместе с группой художников-учеников.